# 에티엥 가스파르 로베르
에티엥 가스파르 로베르(프랑스어: Étienne-Gaspard Robert, 1763.6.15 ~ 1837.7.2)은 종종 무대 이름"로베르송"으로 알려졌으며, 저명한 벨기에 물리학자이며, 마술사이고 주마등의 영향력 있는 개발자였다. 그는 찰스 디킨스에 의해 "존경 받고 잘 교육받은 쇼맨"으로 묘사되었다. 그의 쇼를 위한 투영 기술에 대한 선구적인 업적과 함께 로베르는 물리학 강사이자 항공 분야에서 큰 발전을 이룬 열정적인 열기구 조종사이기도 했다.

## 초기 활동
리에주에서 태어난 로베르는 뢰번에서 공부하고 광학을 전공한 물리학 교수가 되었다. 그는 열렬한 화가였고 예술 분야의 경력을 쌓기 위해 프랑스로 이주하려고 하였다. 그는 1791년 파리로 이주하여 화가이자 제도사로서의 삶을 살았다. 거기서 그는 동료 과학자이며 기구 역사에서 중요한 인물인 자크 샤를(Jacques Charles)의 강의뿐만 아니라 콜라주 드 프랑스의 자연 과학 강의에도 참석하였다. 샤를은 로베르의 조언자가 되곤 하였다.

## 추가 문헌
- Sauvage, Emmanuelle. "Les fantasmagories de Robertson: entre «spectacle instructif» et mystification" (French).
- Levie, Françoise : Étienne-Gaspard Robertson. La vie d'un fantasmagore, 355 p., Le Préambule (Collection Contrechamp), 1990. ISBN 2-89133-117-6
- Mémoires From the Harry Houdini Collection in the Rare Book and Special Collection Division at the Library of Congress
- David J. Jones, (2011). 'Gothic Machine: Textualities, Pre-Cinematic Media and Film in Popular Visual Culture', 1670-1910, Cardiff: University of Wales Press ISBN 978-0708324073